# Bejt ha-Šita
Bejt ha-Šita (hebrejsky בֵּית הַשִּׁטָּה, anglicky Beit HaShita, v oficiálním seznamu sídel Bet HaShitta) je vesnice typu kibuc v Izraeli, v Severním distriktu, v Oblastní radě Gilboa.

## Geografie
Leží v intenzivně zemědělsky obdělávaném Charodském údolí, které východně odtud přechází do Bejtše'anského údolí, v nadmořské výšce 41 metrů pod mořskou hladinou. Severně od obce se pozvolna zdvíhá náhorní planina Ramot Isachar, respektive její podčást nazývaná Ramat Cva'im. Ta východně od vesnice vybíhá v dílčí vrcholky Giv'at Kipodan a Giv'at Cva'im. Podél západní strany vesnice klesá do údolí vádí Nachal Kipodan. Charodské údolí tu vybíhá k severu. Tento výběžek se jmenuje údolí Bik'at ha-Šita.
Vesnice je situována 22 kilometrů jihojihozápadně od Galilejského jezera, 12 kilometrů západně od řeky Jordánu, cca 7 kilometrů severozápadně od města Bejt Še'an, cca 82 kilometrů severovýchodně od centra Tel Avivu a cca 50 kilometrů jihovýchodně od centra Haify. Bejt ha-Šita obývají Židé, přičemž osídlení v tomto regionu je ryze židovské. Výjimkou je vesnice Tajbe, kterou obývají izraelští Arabové, ležící cca 6 kilometrů severním směrem.
Kibuc leží 6 kilometrů severně od Zelené linie, která odděluje Izrael od okupovaného Západního břehu Jordánu.
Bejt ha-Šita je na dopravní síť napojena pomocí dálnice číslo 71. Jižně od vesnice vede železniční trať v Jizre'elském údolí, zrušená roku 1948 a obnovená po nákladné rekonstrukci roku 2016. Nemá zde ovšem stanici.

## Dějiny
Bejt ha-Šita byla založena v roce 1935 jako jedna z deseti židovských osad vzniklých toho roku. Názvem navazuje na stejnojmenné sídlo zmiňované v Bibli (Bét-šita – Kniha Soudců 7,22), jehož jméno pak uchovala arabská vesnice Šatta, jež stála na místě nynější Bejt ha-Šity a byla pak po získání zdejších pozemků do židovského vlastnictví před založením kibucu vysídlena.
Skupina zakladatelů Bejt ha-Šita vznikla už roku 1928 (částečně z řad absolventů gymnázia Herzlija v Tel Avivu) a po několik let společně pobývala na různých místech tehdejší mandátní Palestiny. Roku 1935 založili zdejší kibuc a v roce 1936 ho přesunuli do nynější lokality. Kibuc pak absorboval další členy z řad židovských přistěhovalců z Polska a Německa.
Roku 1949 měla vesnice 689 obyvatel a rozlohu katastrálního území 8450 dunamů (8,45 kilometrů čtverečních). Kvůli rozporům v rámci organizaci kibuců došlo v roce 1952 k výměně obyvatel s kibucy Tel Josef a Ajelet ha-Šachar.
V roce 1985 vedení kibucu spustilo program výměnných pobytů pro americké středoškoláky, kteří zde studují a tráví čas u hostitelských rodin.
Ekonomika kibucu je založena na zemědělství a průmyslu. Působí tu například továrna BHC Mfg. Company na zemědělskou techniku nebo potravinářská firma Gilboa-Beit Hashita Olives factory. Kibuc prošel privatizací a už nefunguje na bázi kolektivního hospodaření. V Bejt ha-Šita fungují zařízení předškolní péče o děti. Základní škola je k dispozici v kibucu Mesilot, střední v Ejn Charod nebo v Neve Ejtan.
Vesnice prochází stavební expanzí, při které na svazích nad původním kibucem vyrůstá nová obytná čtvrť individuálně stavěných rodinných domů. První obyvatelé se do ní nastěhovali v lednu 2008. V první fázi má jít o 44 domů (polovina již ve výstavbě), v druhé o 36 domů (10 % z nich ve výstavbě) a v třetí etapě má přibýt 26 domů.
V prostoru kibucu byly objeveny zbytky byzantského kostela. Západně od vesnice je lokalita Chirbet Šata (חרבת שטא) z torzy sloupů a pohřebiště z římského období.

## Demografie
Obyvatelstvo kibucu Bejt ha-Šita je sekulární. Podle údajů z roku 2014 tvořili naprostou většinu obyvatel v Bejt ha-Šita Židé (včetně statistické kategorie "ostatní", která zahrnuje nearabské obyvatele židovského původu ale bez formální příslušnosti k židovskému náboženství).
Jde o menší sídlo vesnického typu s populací, která po delším propadu začíná od roku 2007 narůstat. K 31. prosinci 2014 zde žilo 1201 lidí. Během roku 2014 populace stoupla o 2,6 %.
| Rok            | 1948 | 1949 | 1961 | 1972 | 1983 | 1995 | 2001 | 2003 | 2004 | 2005 | 2006 | 2007 | 2008 | 2009 | 2010 | 2011 | 2012 | 2013 | 2014 |
| -------------- | ---- | ---- | ---- | ---- | ---- | ---- | ---- | ---- | ---- | ---- | ---- | ---- | ---- | ---- | ---- | ---- | ---- | ---- | ---- |
| Počet obyvatel | 823  | 689  | 797  | 937  | 1196 | 1003 | 968  | 869  | 871  | 836  | 830  | 862  | 894  | 992  | 1015 | 1092 | 1131 | 1170 | 1201 |